# Sân vận động Olympic Seoul
Sân vận động Olympic Seoul (tiếng Hàn: 서울올림픽주경기장; Hanja: 서울올림픽主競技場), còn được gọi là Sân vận động Olympic Jamsil (trước đây được gọi tắt là Chamshil), là một sân vận động đa năng ở Seoul, Hàn Quốc. Đây là sân vận động chính được xây dựng để phục vụ cho Thế vận hội Mùa hè 1988 và Đại hội Thể thao châu Á lần thứ 10 vào năm 1986. Sân vận động này là trung tâm của Khu liên hợp thể thao Seoul ở Songpa-gu, một quận ở phía đông nam thành phố cũng như phía nam của sông Hán.

## Thiết kế và xây dựng
Sân vận động đa năng này được thiết kế bởi Kim Swoo-geun. Các đường nét của mặt ngoài sân vận động mô phỏng những đường cong tao nhã của chiếc bình sứ thời kỳ triều đại Joseon của Triều Tiên. Ghế ngồi của khán giả được phân bố trên hai tầng, tất cả đều được mái che che phủ. Khi mới khánh thành, sân có sức chứa khoảng 100.000 người, nhưng ngày nay sức chứa giảm xuống còn 69.950 người.
Trước khi xây dựng, các sân vận động lớn nhất của Seoul là Sân vận động Dongdaemun (30.000 chỗ ngồi) và Sân vận động Hyochang (20.000 chỗ ngồi). Các sân vận động đó quá nhỏ để tổ chức các sự kiện thể thao đẳng cấp thế giới. Công việc xây dựng sân vận động mới được bắt đầu vào năm 1977 để tổ chức Đại hội Thể thao châu Á vào năm 1986. Khi Seoul được trao quyền đăng cai Thế vận hội Mùa hè lần thứ XXIV vào tháng 9 năm 1981, sân vận động này đã được chọn làm địa điểm chính của Thế vận hội Mùa hè 1988.

## Thể thao
Sân vận động chính thức được khánh thành vào ngày 29 tháng 9 năm 1984. Đây là địa điểm chính của Đại hội Thể thao châu Á lần thứ 10 hai năm sau đó, sau đó là Thế vận hội vào năm 1988. Tuy nhiên, kể từ sau Thế vận hội Mùa hè 1988, sân đã không được sử dụng để tổ chức một sự kiện thể thao thế giới lớn. Sân hiện không có đội thuê, mặc dù Hiệp hội bóng đá Hàn Quốc đã bày tỏ sự quan tâm đến việc sử dụng sân vận động cho các trận đấu của đội tuyển quốc gia.
Tại Thế vận hội Mùa hè 1988, sân vận động đã tổ chức lễ khai mạc và bế mạc, các nội dung thi đấu môn điền kinh, chung kết môn bóng đá, và trận chung kết môn cưỡi ngựa nội dung cá nhân.

### Bóng đá
Từ trận đấu với Nhật Bản vào ngày 30 tháng 9 năm 1984 đến trận đấu với Nam Tư vào ngày 28 tháng 5 năm 2000, Sân vận động Olympic là sân nhà của đội tuyển bóng đá quốc gia Hàn Quốc. Kể từ năm 2001, Sân vận động World Cup Seoul trở thành sân nhà chính của đội tuyển Hàn Quốc sau khi được khánh thành. Tuy nhiên, vào ngày 28 tháng 7 năm 2013, Sân vận động Olympic đã được sử dụng để tổ chức trận đấu giữa Hàn Quốc và Nhật Bản tại Cúp bóng đá Đông Á 2013, trong một nỗ lực nhằm khôi phục lại phong trào bóng đá ở Hàn Quốc. Đội chủ nhà nhận thất bại với tỷ số 1–2. KFA đã bày tỏ sự quan tâm đến việc tiếp tục sử dụng sân cho các trận đấu của đội tuyển quốc gia trong tương lai.
Kể từ năm 2015, câu lạc bộ bóng đá chuyên nghiệp Seoul E-Land FC sử dụng sân vận động này cho các trận đấu trên sân nhà.

## Danh sách buổi hòa nhạc
| Ngày                           | Nghệ sĩ | Chuyến lưu diễn                           |
| ------------------------------ | --- | ----------------------------------------- |
| 11 và 13 tháng 10 năm 1996     | Michael Jackson | HIStory World Tour                        |
| 25 tháng 6 năm 1999            | Michael Jackson và nhiều nghệ sĩ khác                                                                                          | MJ & Friends                              |
| 18 tháng 9 năm 1999            | H.O.T. | 918 Concert                               |
| 7 tháng 10 năm 2000            | Ricky Martin | Livin' la Vida Loca Tour                  |
| 27 tháng 2 năm 2001            | H.O.T. | Forever Concert                           |
| 22 tháng 6 năm 2001            | The Three Tenors | 2001 World Tour                           |
| 2 tháng 4 năm 2002             | Roger Waters | In the Flesh                              |
| 2002/2004                      | ETPFEST |                                           |
| 8 và 9 tháng 6 năm 2004        | Sarah Brightman | Harem World Tour                          |
| 17 tháng 9 năm 2004            | Elton John | Elton John 2004 Tour                      |
| 14 tháng 1 năm 2006            | Backstreet Boys | Never Gone Tour                           |
| 15 tháng 8 năm 2006            | Metallica | Escape from the Studio '06                |
| 27–28 tháng 11 năm 2010        | JYJ | JYJ Showcase Tour 2010                    |
| 27 tháng 4 năm 2012            | Lady Gaga | Born This Way Ball Tour                   |
| 18 tháng 8 năm 2012            | SM Town | SM Town Live World Tour III               |
| 19 tháng 8 năm 2012            | Eminem | The Recovery Tour                         |
| 17 tháng 8 năm 2013            | Muse | The 2nd Law World Tour                    |
| 18 tháng 8 năm 2013            | Metallica | Summer Tour 2013                          |
| 9–10 tháng 8 năm 2014          | JYJ | The Return of The King Asia Tour 2014     |
| 15 tháng 8 năm 2014            | YG Entertainment | YG Family 2014 World Tour: Power          |
| 16 tháng 8 năm 2014            | Lady Gaga | ArtRave: The Artpop Ball                  |
| 25 tháng 10 năm 2014           | g.o.d | g.o.d 15th Anniversary Reunion Concert    |
| 2 tháng 5 năm 2015             | Paul McCartney | Out There!                                |
| 10–12 tháng 6 năm 2016         | Afrojack, Armin van Buuren, Avicii, Axwell & Ingrosso, Knife Party, Martin Garrix, v.v.                                        | Ultra Korea                               |
| 15–16 tháng 4 năm 2017         | Coldplay | A Head Full of Dreams Tour                |
| 27–28 tháng 5 năm 2017         | EXO | Exo Planet 3 – The Exo'rdium              |
| 8–10 tháng 6 năm 2018          | Above & Beyond, Axwell & Ingrosso, The Chainsmokers, David Guetta, Galantis, Nicky Romero, RL Grime, Steve Angello, Zedd, v.v. | Ultra Korea                               |
| 25–26 tháng 8 năm 2018         | BTS | Love Yourself World Tour                  |
| 13–14 tháng 10 năm 2018        | H.O.T. | Forever [Highfive of Teenagers] Concert   |
| 26, 27 và 29 tháng 10 năm 2019 | BTS | Love Yourself World Tour: Speak Yourself  |
| 24 tháng 10 năm 2021           | BTS | Permission to Dance on Stage (Trực tuyến) |
| 10, 12 và 13 tháng 3 năm 2022  | BTS | Permission to Dance on Stage – Seoul      |